# Tiangongprogrammet

Tiangong-1

Tiangongprogrammet (kinesiska: 天宫空间站工程; pinyin: Tiāngōng kōngjiānzhàn gōngchéng) är Kinas program för att skapa en modulär rymdstation jämförbar med Mir. Programmet är en del av Shenzhouprogrammet, Kinas program för bemannade rymdfärder, och drivs ensamt av Kina utan några internationella partners.
Första modulen, Tianhe, sköts upp 29 september 2021. När stationen är färdigställd kommer den att bestå av fyra moduler: en boendemodul, två laboratoriemoduler och ett rymdteleskop. 
Den modulära rymdstationen föregicks av två rymdlaboratorier: Tiangong-1 och Tiangong-2.
Tiangong betyder ungefär himmelskt palats.

## Delar

### Fas 1: Rymdlaboratorier
Första fasen i att skapa en kinesisk närvaro i låg omloppsbana bestod i att skapa tre rymdlaboratorier för att testa teknik, innan en modulär rymdstation kunde konstrueras. 

#### Tiangong-1: målfarkost
Den kinesiska dockningsmålfarkosten bestod av en bränsle- och framdriftsdel, en laboratoriedel och två dockningsportar. Stationen var 10,5 m lång och 3,4 m i diameter. Den vägde 8 000 kg.
Syftet med Tiangong-1 var i första hand att demonstrera Kinas förmåga att docka två farkoster i omloppsbana, men även att utföra experiment under den tid stationen var bemannad. Stationen kunde under korta perioder hålla en besättning om tre personer. 
Stationen återinträdde i jordatmosfären 2 april 2018 och brann upp. 

#### Tiangong-2: rymdlaboratorie
Kinas andra rymdstation visade framförallt att längre vistelser var möjliga med den teknik Kina hade. Stationen tankades innan återinträdet av en robotfarkost, Tianzhou-1.
Tiangong-2  var 14,4 m lång och 4,2 m bred. Den vägde under 10 000 kg. 
Stationen sköts upp 15 september 2016 och återinträdde i atmosfären 19 juli 2019. Vid återinträdet hade Kina visat att de kunde manövrera en rymdstation och fylla på bränsle på ett automatiserat sätt. Stationen var bemannad  mellan 19 oktober och 17 november 2016.

#### Tiangong-3
Ett tredje rymdlaboratorium planerades, men projektet lades ner då CNSA ansåg sig redo att gå vidare till nästa fas i projektet: en modulär rymdstation. Denna tredje station var från början tänkt att vara en förbättrad version av Tiangong-2.

### Fas 2: Rymdstationen Tiangong

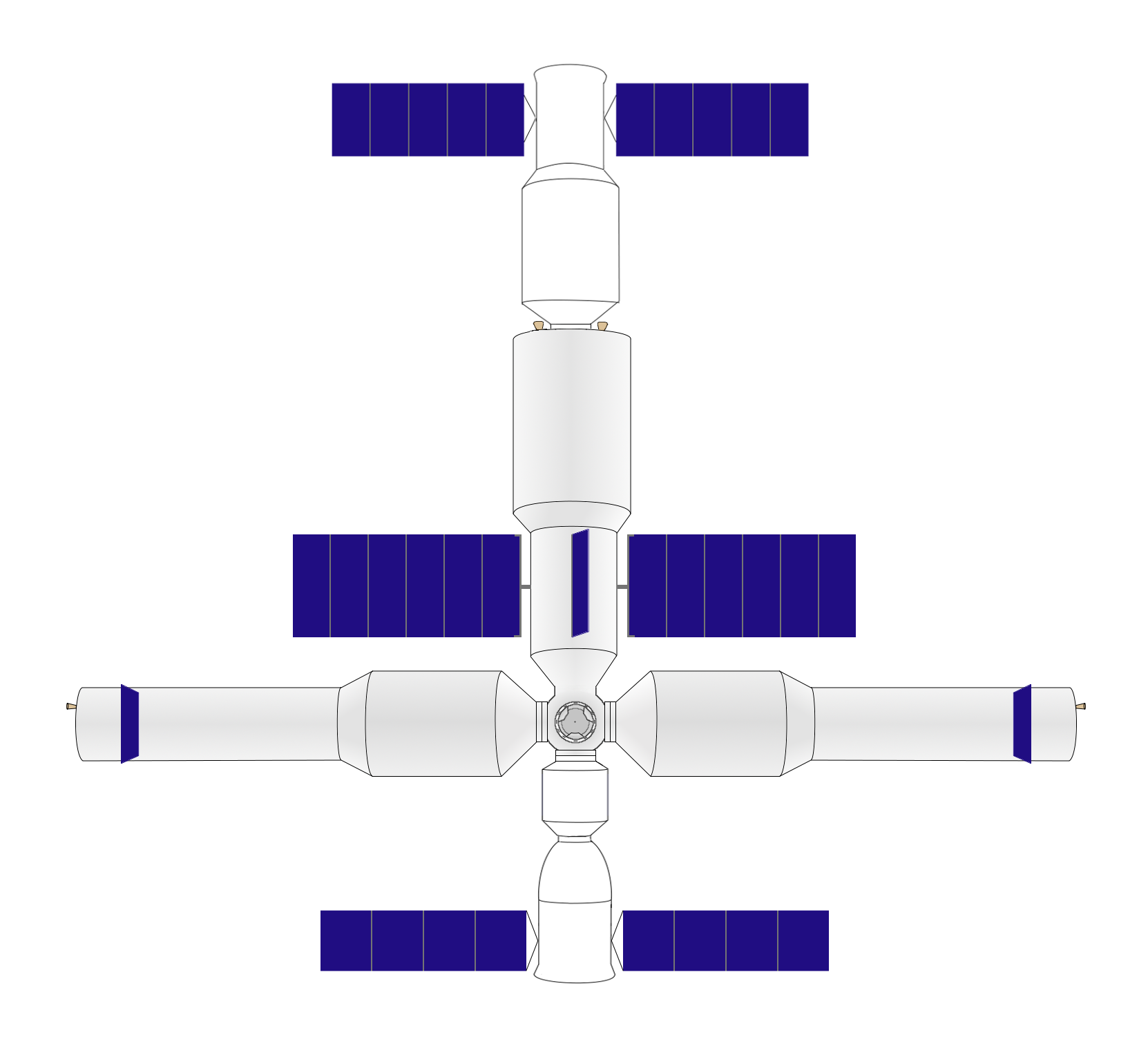
Rymdstationen Tiangong efter färdigställande

Den modulära rymdstationen Tiangong började konstrueras 29 april 2021 då huvudmodulen, Tianhe, sköts upp. 24 juli 2022 sköts den första rymdlaboratoriemodulen upp. I oktober 2022 sköts den tredje modulen upp. Kina planerar även att skjuta upp ett rymdteleskop som  är jämförbart med Hubble som periodvis kommer att vara dockat med rymdstationen.
Huvudmodulen i rymdstationen är baserad på huvudmodulen i den sovjetiska rymdstationen Mir med en längd på 18,1 m och en bredd på 4,2 m. De två laboratoriemodulerna kommer vara snarlika Tiangong-2.